# Edison Dye Lifetime Achievement Award
El Premi Edison Dye a la trajectòria, anomenat oficialment en anglès Edison Dye Motocross Lifetime Achievement Award i abreujat sovint Edison Dye Lifetime Achievement Award, és un guardó que s'atorga anualment a una personalitat destacada de la història del motocròs als Estats Units. Instaurat el 1997 pels promotors nord-americans Tom White i Bud Feldkamp, el premi s'anomenà inicialment "Motocross Lifetime Achievement Award", però a començaments de la dècada del 2000 fou rebatejat en homenatge a Edison Dye, considerat el "pare" del motocròs als Estats Units.
La cerimònia de lliurament del premi té lloc durant el cap de setmana del Campionat del món de motocròs per a veterans que se celebra anualment al novembre al circuit de Glen Helen, a San Bernardino (Califòrnia). De cada guanyador del premi se n'afegeix una placa commemorativa al costat del Passeig de la Fama de Glen Helen, conegut com a Motocross Walk of Fame.

## Història
El 1997, Tom White (1949 – 2017), fundador de l'empresa White Brothers Cycle Specialties i creador del museu de motocicletes de motocròs White's Early Years of Motocross Museum, amb seu al comtat d'Orange (Califòrnia), va crear un premi per a homenatjar els qui havien contribuït a fer créixer l'esport del motocròs a Amèrica. Anomenà el premi Motocross Lifetime Achievement Award i n'atorgà el primer a Roger De Coster. Des d'aquell any, el premi s'ha vingut atorgant anualment cap al novembre, coincidint amb la celebració del Campionat del Món de veterans al circuit de Glen Helen. La cerimònia de lliurament es fa al Museu Glen Helen.
El 1999, White va decidir lliurar el premi a Edison Dye i contribuí així a rescatar de l'oblit la figura d'aquest emprenedor. Un temps després, en homenatge al personatge, el premi fou reanomenat Edison Dye Motocross Lifetime Achievement Award.

## Llista de guardonats
Font:
A 29 de novembre de 2024
| Any  | Premiat                           |
| ---- | --------------------------------- |
| 1997 | Roger De Coster                   |
| 1998 | Rick Johnson                      |
| 1999 | Edison Dye                        |
| 2000 | Torsten Hallman                   |
| 2001 | Bruce Brown                       |
| 2002 | Selecció dels EUA al MXdN de 1981 |
| 2003 | Gary Jones                        |
| 2004 | Jeff Ward                         |
| 2005 | Stu Peters                        |
| 2006 | Joël Robert                       |
| 2007 | Bob Hannah                        |
| 2008 | Brad Lackey                       |
| 2009 | Tony DiStefano                    |
| 2010 | Broc Glover                       |
| 2011 | David Bailey                      |
| 2012 | Marty Smith                       |
| 2013 | John DeSoto                       |
| 2014 | Feets Minert                      |
| 2015 | Dave McCoy                        |
| 2016 | Lars Larsson                      |
| 2017 | Malcolm Smith                     |
| 2018 | Jody Weisel                       |
| 2019 | Mitch Payton                      |
| 2020 | Rex Staten                        |
| 2021 | Mark Blackwell                    |
| 2022 | Jeremy McGrath                    |
| 2023 | Troy Lee                          |
| 2024 | Doug Dubach                       |

1. ↑  Chuck Sun, Danny LaPorte, Johnny O'Mara i Donnie Hansen